# Tatort: Borowski und das unschuldige Kind von Wacken
Borowski und das unschuldige Kind von Wacken ist ein Fernsehfilm aus der Krimireihe Tatort. Der vom NDR produzierte Beitrag ist die 1251. Tatort-Episode und wurde am 26. November 2023 im Ersten und im SRF ausgestrahlt. Im ORF wurde die Folge am 17. Dezember 2023 erstmals gesendet. Der Kieler Hauptkommissar Klaus Borowski ermittelt in seinem 40. Fall, seine Kollegin Sahin in ihrem neunten Fall.

## Handlung
Bei einem Parkplatz-Strich bei Kiel wird ein getöteter Säugling gefunden. Mila Sahin und Klaus Borowski ermitteln. Obwohl das zu früh geborene Kind schon bei der Geburt verletzt wurde, starb es an einer später zugefügten Verletzung.
Eine osteuropäische Frau mit einem Neugeborenen hatte sich vom Foodtruck-Besitzer Michi Berger nach Wacken mitnehmen lassen, wo in wenigen Tagen das Heavy-Metal-Festival beginnt. Die Polizei kann sie als Christina Chorol identifizieren. Hatte sie ein Jahr zuvor eine Affäre mit einem Einwohner des Dorfes und wollte diesen nun um Unterstützung für sein Kind bitten? Nach ihrer Ankunft im Dorf ist sie verschwunden. Zuletzt wurde sie von dem Jugendlichen Jan Thomsen vor dem Haus von Kurt Stindt und dessen anscheinend hochschwangeren Ehefrau Sarah gesehen. Jan gibt diese Information erst nach längerem Zögern an seine Mutter Meike weiter. Diese vermutet, dass Stindt mit Christina Chorol ein Verhältnis hatte, und stellt ihn zur Rede. So erfahren die Polizisten zunächst nicht, dass Stindt Christina Chorol entführt hat und im Keller seiner Bar gefangen hält, sondern verdächtigen Lenny Jensen, den Sohn der Dorfpolizistin Waltraute, der im Internet Kontakt zu Osteuropäerinnen sucht.
Eine DNA-Untersuchung ergibt, dass Christina Chorol nicht die genetische Mutter des toten Kindes ist. Die Ukrainerin hatte in einer polnischen Kinderwunschklinik entbunden. Von Christinas Ehemann Iwan Chorol erfahren die Polizisten, dass seine Frau als Leihmutter ein Kind für Sarah und Kurt Stindt ausgetragen hatte. Christina wurde inzwischen von Stindt gegen eine Schweigesumme von 5.000 Euro freigelassen. Sarah erfährt von Iwan, dass Kurt den Tod des Kindes durch Herbeiführen eines Sturzgeschehens verursacht hat. Als Kurt sich ihr gegenüber rechtfertigen will, dass es erstens keine Absicht gewesen sei und das Kind zweitens ohnehin geschädigt war, erschlägt sie ihn im Affekt mit einem Hammer. Borowski findet Sarah trauernd bei der Leiche.

## Hintergrund
Der Film wurde vom 6. Juli 2022 bis zum 5. August 2022 in Witzhave, Roseburg, Walksfelde, Wacken und Hamburg gedreht. Die Premiere wurde am 3. Oktober 2023 auf dem Filmfest Hamburg gefeiert. Außerdem lief er auf den 65. Nordischen Filmtagen in Lübeck. Die TV-Ausstrahlung war am 26. November 2023 in der ARD, zuvor wurde der Tatort anlässlich des 20. Dienstjubiläums von Axel Milberg als Kommissar Klaus Borowski noch am 20. November im  Metro Kino Kiel gezeigt.

## Musik
Während des Tatorts werden zahlreiche Metal-Lieder eingespielt, darunter
- Slipknot – Duality
- Disturbed – Down with the Sickness
- Metallica – Fuel
- Accept – Balls to the Wall
- Jinjer – Pisces
- The Bates – Hello (Turn Your Radio On)
- Turbonegro – All My Friends Are Dead
- Five Finger Death Punch – Jekyll and Hyde
- Judas Priest – Children of the Sun
- Motörhead – God Was Never on Your Side

Die Lieder der fiktiven Band von Jan Thomsen stammen in Wirklichkeit von der Band NebellebeN.
Die Abschlussszene wurde während des realen Wacken Open Air 2022 gedreht, zu sehen ist ein Ausschnitt des Auftritts von The Halo Effect, bei dem der Song Days of the Lost gespielt wurde. Axel Milberg führte im Rahmen der Dreharbeiten auch ein kurzes Interview mit den Musikern von The Halo Effect.

## Rezeption

### Kritiken
„Was macht die Tat aus dem Täter? Was macht der Mord mit dem Mörder? Und die intellektuelle Kommissarfigur Borowski war der Richtige für die Suche nach der Antwort auf solche Fragen. Der Wacken-Borowski hat besondere Momente, schwingt sich in derartige Höhen allerdings nicht auf.“

### Einschaltquoten
Die Erstausstrahlung von Borowski und das unschuldige Kind von Wacken am 26. November 2023 wurde in Deutschland von 8,86 Millionen Zuschauern gesehen und erreichte einen Marktanteil von 28,8 % für Das Erste.

## Trivia
Der Metal-Fanshop-Inhaber Lenny Jensen beginnt im Tatort seinen Metal-Podcast mit den Worten „Meddl Loide“. In der Realität wurde diese Grußformel durch den kontroversen Ex-YouTuber Drachenlord bekannt.